# Casemate de Glasbronn
La casemate de Glasbronn est une casemate d'intervalle de la ligne Maginot érigée en 1932 pour le secteur des Vosges sur la commune française d'Éguelshardt dans le département de la Moselle, en région Grand Est.

## Présentation
La casemate CORF de Glasbronn fait partie du quartier du Biesenberg, dans le sous-secteur de Philippsbourg du secteur fortifié des Vosges, sur le territoire de la commune d'Éguelshardt, à la limite avec sa voisine Sturzelbronn. La casemate est implantée en bordure de la route forestière de l'Erbsenthal (d'axe nord-ouest – sud-est), dans la vallée du Zinselbach à 250 mètres d'altitude.
Elle était à proximité d'un petit barrage (destiné à faire une inondation défensive dans la vallée), de deux dispositifs de destruction (des mines explosives pour faire sauter la route longeant le Moosbach et le carrefour), d'un barrage de route (pour la bloquer) et d'un casernement léger, avec plus au nord deux blockhaus (Étang-du-Glasbronn Nord et Étang-du-Glasbronn Sud) et, plus loin au nord, les deux casemates et les sept blockhaus du Biesenberg.
Sa défense est renforcée par la tourelle d'artillerie de l'ouvrage du Grand-Hohékirkel (une tourelle de 75 mm modèle 1933) et par la casemate d'artillerie modèle RFL du Biesenberg (pour deux canons de 75 mm modèle 1897).

## Armement
La casemate a pour mission de flanquer la ligne principale de défense vers le sud-est, croisant ses feux avec sa voisine la casemate d'Altzinsel ; pour cela, elle est équipée de :
- une cloche GFM (pour guetteur et fusil-mitrailleur) ;
- une cloche JM (armée d'un jumelage de mitrailleuses) ;
- un créneau JM à droite de la porte blindée[4].

## Histoire
Bien que la casemate soit épargnée par les combats de juin 1940, elle est détruite par les Allemands en 1945 afin d'éviter que les Américains ne la reprenne pour un usage défensif.

## Installation extérieure
La casemate possède à proximité un réseau de tranchées avec niches à mines et à munitions.       